# Way Up There
| Recensione | Giudizio |
| ---------- | -------- |
| AllMusic   |          |

Way Up There è un album a nome Shorty Rogers and His Giants, pubblicato dalla casa discografica Atlantic Records nel marzo del 1958.

## Tracce

### LP
Lato A
Musiche di Shorty Rogers, eccetto dove indicato.
1. Blues Way Up There (Group One) – 5:17 – Registrato il 16 dicembre 1955 a Los Angeles, California
2. Moten Swing (Group One) – 5:59 (musica: Buster Moten, Bennie Moten) – Registrato il 16 dicembre 1955 a Los Angeles, California
3. Blues Way Down There (Group One) – 4:15 – Registrato il 16 dicembre 1955 a Los Angeles, California
4. Solarization (Group Two) – 4:24 – Registrato il 3 marzo 1955 a Los Angeles, California

Lato B
Musiche di Shorty Rogers.
1. Pixieland (Group Three) – 4:25 – Registrato il 6 dicembre 1955 a Los Angeles, California
2. Wail of Two Cities (Group Four) – 5:24 – Registrato il 9 dicembre 1955 a Los Angeles, California
3. Baklava Bridge (Group Four) – 5:46 – Registrato il 9 dicembre 1955 a Los Angeles, California
4. March of the Martians (Group Five) – 4:34 – Registrato il 26 ottobre 1955 a Los Angeles, California

## Musicisti
Blues Way Up There / Moten Swing / Blues Way Down There
- Shorty Rogers – flicorno
- Harry Edison – tromba
- Bud Shank – sassofono alto
- Pete Cera – pianoforte
- Barney Kessel – chitarra
- Leroy Vinnegar – contrabbasso
- Shelly Manne – batteria

Solarization
- Shorty Rogers – tromba
- Jimmy Giuffre – sassofono baritono
- Pete Jolly – pianoforte
- Curtis Counce – contrabbasso
- Shelly Manne – batteria

Pixieland
- Shorty Rogers – flicorno
- Pete Candoli – tromba
- Conte Candoli – tromba
- Harry Edison – tromba
- Don Fagerquist – tromba
- Earl Gray – pianoforte
- Ralph Peña – contrabbasso
- Shelly Manne – batteria

Wail of Two Cities / Baklava Bridge
- Shorty Rogers – flicorno
- Bob Enevoldsen – trombone a pistoni
- John Graas – corno francese
- Paul Sarmento – tuba
- Bud Shank – sassofono alto
- Jimmy Giuffre – clarinetto, sassofono tenore, sassofono baritono
- Earl Gray – pianoforte
- Ralph Peña – contrabbasso
- Shelly Manne – batteria

March of the Martians
- Shorty Rogers – tromba
- Jimmy Giuffre – clarinetto
- Lou Levy – pianoforte
- Ralph Peña – contrabbasso
- Shelly Manne – batteria

Note aggiuntive
- Nesuhi Ertegun – produttore, supervisione
- John Kraus e John Palladino – ingegneri delle registrazioni
- William Claxton – foto copertina album originale
- Marvin Israel – design copertina album originale
- Jack Tracy – note retrocopertina album originale[8]